# وارم اسپرینگز (آرکانزاس)
وارم اسپرینگز (به انگلیسی: Warm Springs) یک منطقهٔ مسکونی در ایالات متحده آمریکا است که در شهرستان رندولف، آرکانزاس واقع شده‌است. وارم اسپرینگز ۱۳۱٫۰۷ متر بالاتر از سطح دریا واقع شده‌است.